# Huile de graines de courge
 (août 2011).
Si vous disposez d'ouvrages ou d'articles de référence ou si vous connaissez des sites web de qualité traitant du thème abordé ici, merci de compléter l'article en donnant les références utiles à sa vérifiabilité et en les liant à la section « Notes et références ».
L’huile de graines de courge (souvent improprement appelée huile de pépins de courge) est une huile alimentaire extraite par pression à froid de graines de courge rôties. 

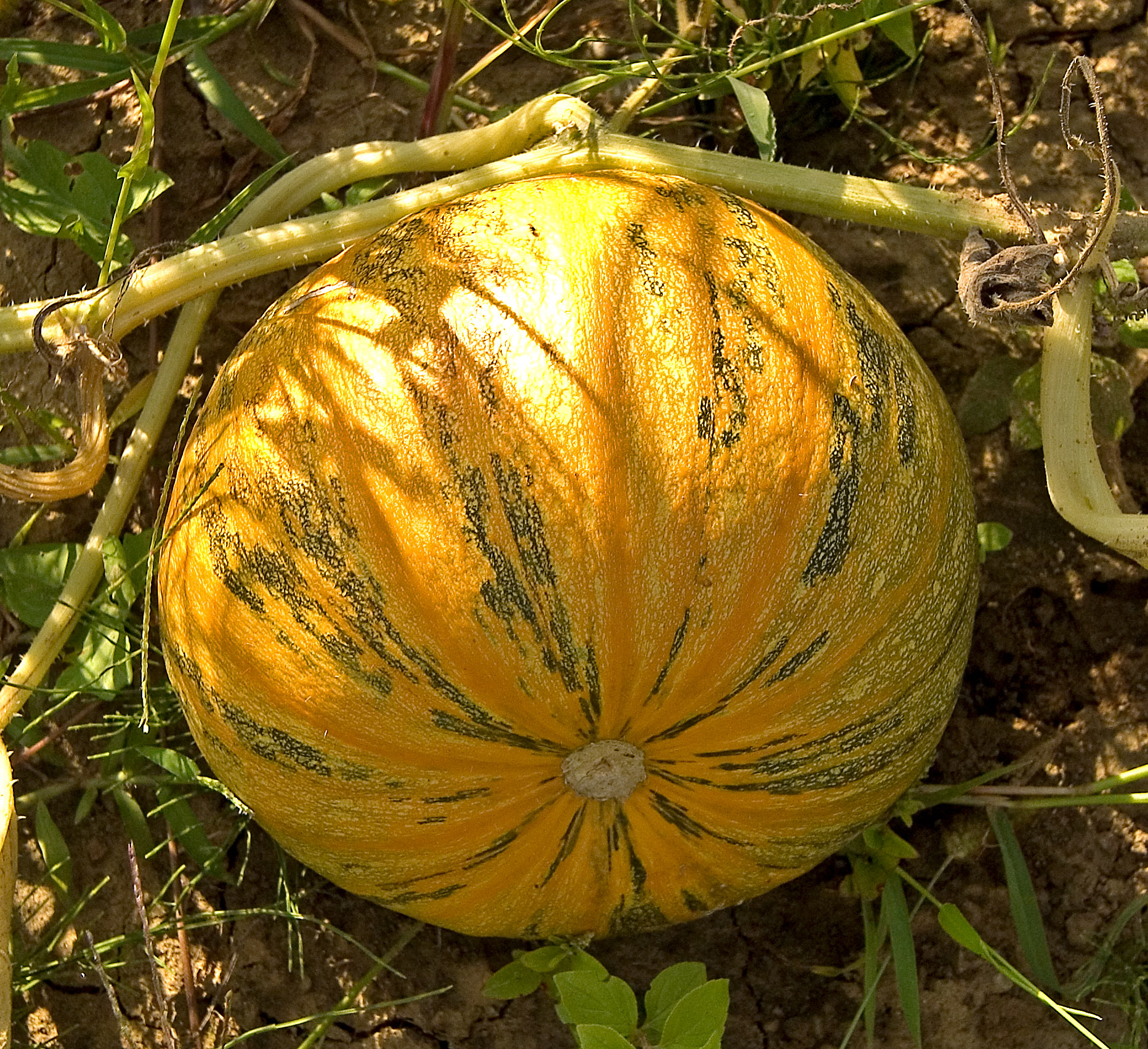
Courge à huile de Styrie.

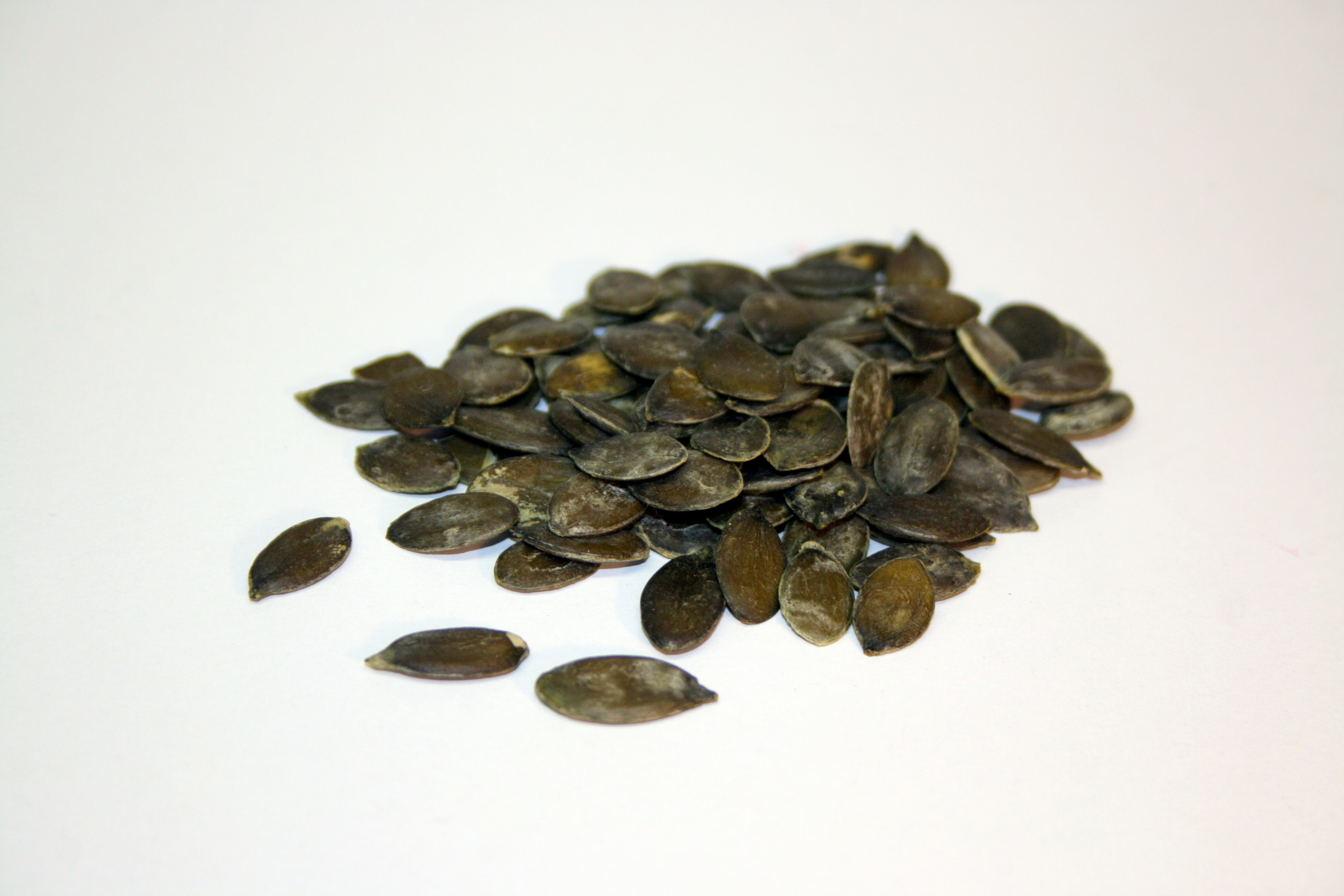
Graines de courges.

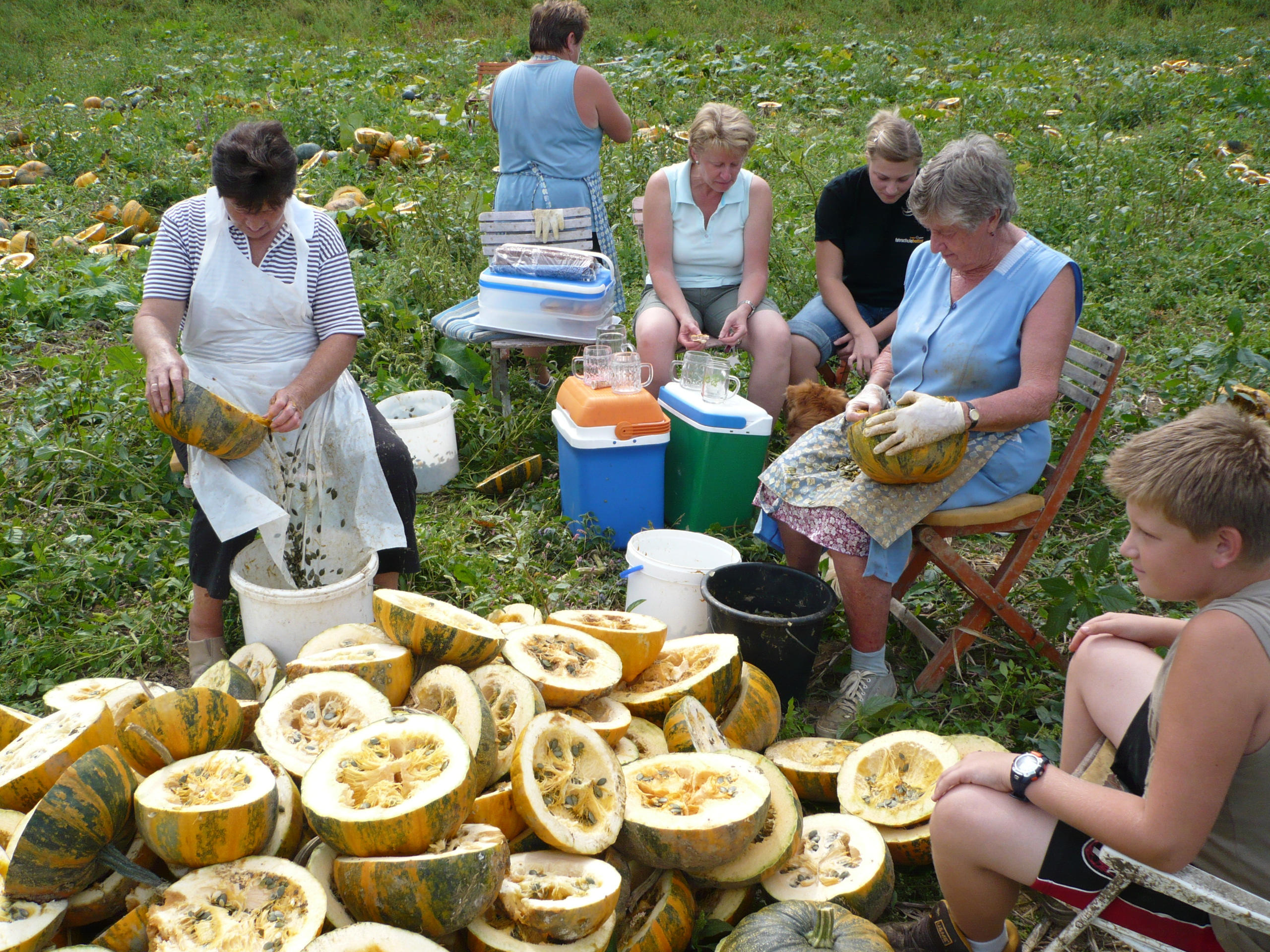
Récolte des courges.

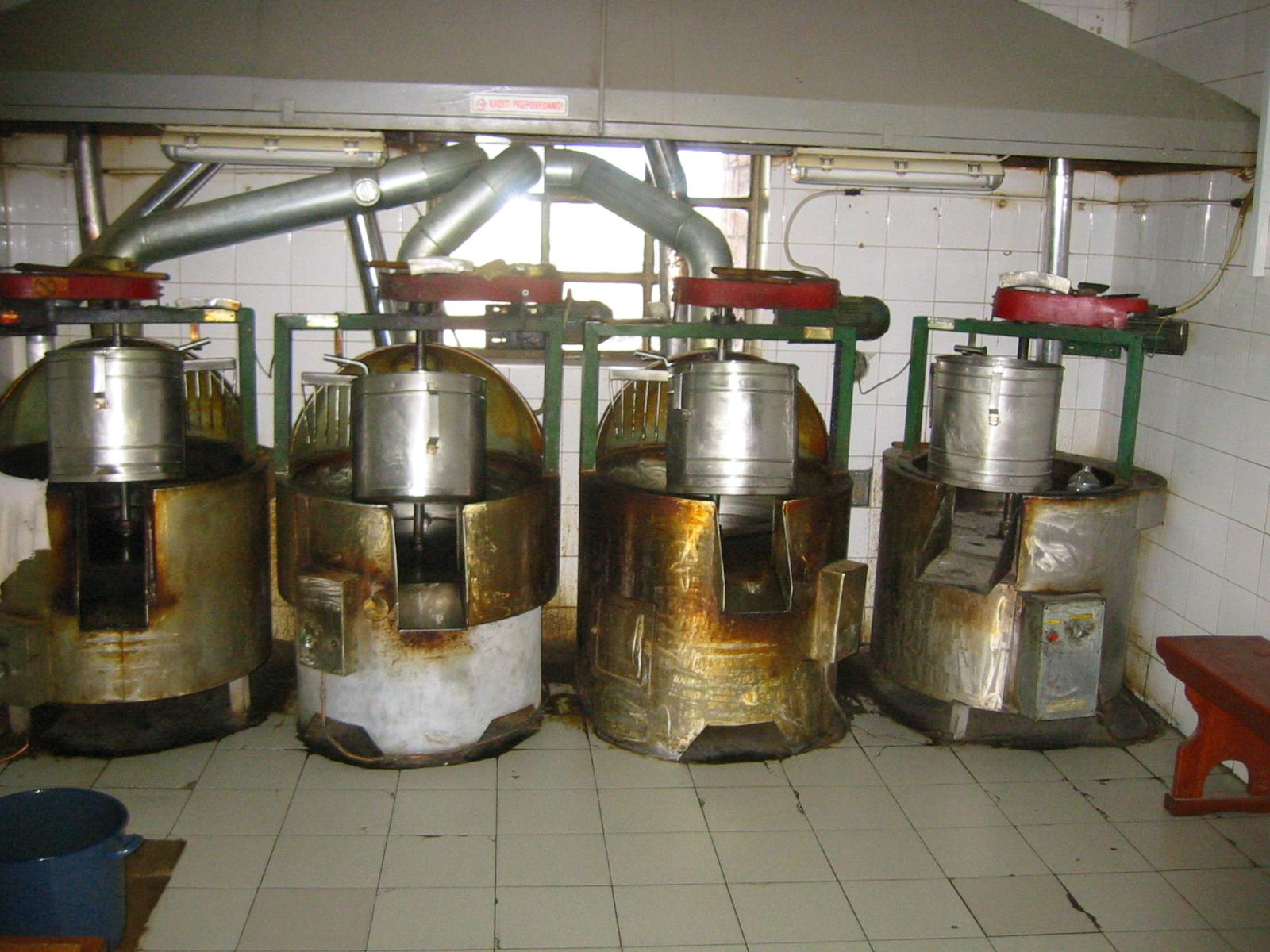
Appareils de production d’huile de graines de citrouille dans le Prekmurje (Slovénie).

La variété employée est la courge à huile de Styrie (en allemand : Steirischen Ölkürbis, de nom latin : Cucurbita pepo var. styriaca). C'est une spécialité de la Styrie, un des länder autrichiens. Sa robe est d'un vert très profond (une teinte tirant vers le rouge trahit une pression à chaud). Elle accompagne traditionnellement la salade de mâche (avec du vinaigre de cidre) et rehausse de ses arômes de noix le velouté au potimarron. Elle ne se prête pas à la friture et se consomme froide. Dans les pays germaniques, beaucoup d'hommes en consomment pour se protéger du risque de cancer de la prostate. Il existe même des glaces à l'huile de graines de courge.

## Histoire
Cette huile a été produite pour la première fois en 1735 en Styrie, dans le sud de l'Autriche. Jusque dans les années 1970, son utilisation se limitait à cette région[réf. nécessaire]. Encore très utilisée dans en Autriche, elle est aujourd'hui aussi utilisée aujourd'hui dans la cuisine russe, slovène, croate et hongroise[réf. nécessaire].

## Composition
Acides gras en pourcentage :
- Acide palmitique C16:0 6.0 à 13.0
- Acide stéarique C18:0 4.5 à 8.0
- Acide oléique C18:1 14.0 à 41.0
- Acide linoléique C18:2 44.0 à 61.0 (A.G.E.)
- Acide α-linolénique C18:3 (n-3) 5. à 15.0 (A.G.E.)
- Acide gamma-linolénique C18:3 (n-6) 0. à 2.0

## Caractéristiques
- Aspect : liquide
- Couleur : marron brun
- Indice de saponification : 185

## Propriétés
L’huile de graines de courge contient 50 % d’acide linoléique et 12 % d’acide alpha-linolénique, deux acides gras essentiels. 
Elle contient également des vitamines, des minéraux et des stérols.

## IGP
L’huile de pépins de courge de Styrie IGP « steirisches Kürbiskernöl g.g.A.» figure depuis 1996 sur la
liste des produits bénéficiant d’une indication géographique protégée.